# Bolivia en la clasificación de Conmebol para la Copa Mundial de Fútbol de 2022
La selección de fútbol de Bolivia fue uno de los diez equipos nacionales que participaron en la clasificación de Conmebol para la Copa Mundial de Fútbol, en la que se definieron los representantes de Conmebol para la Copa Mundial de Fútbol de 2022 que se desarrolló en Catar.
La etapa preliminar —también denominada eliminatorias— se jugó en América del Sur desde el 8 de octubre de 2020 hasta el 29 de marzo de 2022 (atrasado por la pandemia de COVID-19) en encuentros de ida y vuelta.

## Sistema de juego
El sistema de juego de las eliminatorias consistió por séptima ocasión consecutiva, en enfrentamientos de ida y vuelta todos contra todos, con un total 18 jornadas.
Luego de cinco ediciones con los partidos ya designados, la Conmebol sorteó el calendario de partidos, en la Ciudad de Luque, Paraguay, el 17 de diciembre de 2019.
Los primeros cuatro puestos accedieron de manera directa a la Copa Mundial de Fútbol de 2022. La selección que logró el quinto puesto disputó una serie eliminatoria a dos partidos de ida y vuelta ante el equipo nacional de otra confederación.

## Sedes
| Ciudad              | Estadio        |
| ------------------- | -------------- |
| La Paz              | Hernando Siles |
|                     |                |
| 41 143 espectadores |                |

## Tabla de posiciones
- Actualizado el 25 de marzo de 2022.

| Pos. | Selección | Pts. | PJ | G  | E | P  | GF | GC | Dif. |
| ---- | --------- | ---- | -- | -- | - | -- | -- | -- | ---- |
| 1.   | Brasil    | 45   | 17 | 14 | 3 | 0  | 40 | 5  | 35   |
| 2.   | Argentina | 39   | 17 | 11 | 6 | 0  | 27 | 8  | 19   |
| 3.   | Uruguay   | 28   | 18 | 8  | 4 | 6  | 22 | 22 | 0    |
| 4.   | Ecuador   | 26   | 18 | 7  | 5 | 6  | 27 | 19 | 8    |
| 5.   | Perú      | 24   | 18 | 7  | 3 | 8  | 19 | 22 | −3   |
| 6.   | Colombia  | 23   | 18 | 5  | 8 | 5  | 20 | 19 | 1    |
| 7.   | Chile     | 19   | 18 | 5  | 4 | 9  | 19 | 26 | −7   |
| 8.   | Paraguay  | 16   | 18 | 3  | 7 | 8  | 12 | 26 | −14  |
| 9.   | Bolivia   | 15   | 18 | 4  | 3 | 11 | 23 | 42 | −19  |
| 10.  | Venezuela | 10   | 18 | 3  | 1 | 14 | 14 | 34 | −20  |

| L\V                  | Bandera de Argentina | Bandera de Bolivia | Bandera de Brasil | Bandera de Chile | Bandera de Colombia | Bandera de Ecuador | Bandera de Paraguay | Bandera de Perú | Bandera de Uruguay | Bandera de Venezuela |
| Bandera de Argentina |                      | 3:0                | 0:0               | 1:1              | 1:0                 | 1:0                | 1:1                 | 1:0             | 3:0                | 3:0                  |
| Bandera de Bolivia   | 1:2                  |                    | 0:4               | 2:3              | 1:1                 | 2:3                | 4:0                 | 1:0             | 3:0                | 3:1                  |
| Bandera de Brasil    | :                    | 5:0                |                   | 4:0              | 1:0                 | 2:0                | 4:0                 | 2:0             | 4:1                | 1:0                  |
| Bandera de Chile     | 1:2                  | 1:1                | 0:1               |                  | 2:2                 | 0:2                | 2:0                 | 2:0             | 0:2                | 3:0                  |
| Bandera de Colombia  | 2:2                  | 3:0                | 0:0               | 3:1              |                     | 0:0                | 0:0                 | 0:1             | 0:3                | 3:0                  |
| Bandera de Ecuador   | 1:1                  | 3:0                | 1:1               | 0:0              | 6:1                 |                    | 2:0                 | 1:2             | 4:2                | 1:0                  |
| Bandera de Paraguay  | 0:0                  | 2:2                | 0:2               | 0:1              | 1:1                 | 3:1                |                     | 2:2             | 0:1                | 2:1                  |
| Bandera de Perú      | 0:2                  | 3:0                | 2:4               | 2:0              | 0:3                 | 1:1                | 2:0                 |                 | 1:1                | 1:0                  |
| Bandera de Uruguay   | 0:1                  | 4:2                | 0:2               | 2:1              | 0:0                 | 1:0                | 0:0                 | 1:0             |                    | 4:1                  |
| Bandera de Venezuela | 1:3                  | 4:1                | 1:3               | 2:1              | 0:1                 | 2:1                | 0:1                 | 1:2             | 0:0                |                      |

|  | Clasificando directo a la Copa Mundial de Fútbol de 2022. |
|  | Clasificando al Repechaje.                                |

### Evolución de posiciones
| País / Fecha | 1    | 2    | 3    | 4    | 5   | 6   | 7   | 8   | 9   | 10  | 11  | 12  | 13  | 14  | 15  | 16  | 17  | 18  |
| ------------ | ---- | ---- | ---- | ---- | --- | --- | --- | --- | --- | --- | --- | --- | --- | --- | --- | --- | --- | --- |
| Bolivia      | 10.º | 10.º | 10.º | 10.º | 8.º | 8.º | 8.º | 9.º | 9.º | 9.º | 9.º | 7.° | 9.° | 8.º | 8.º | 8.º | 9.º | 9.º |

### Puntos obtenidos contra cada selección durante las eliminatorias
| VS.       | Bandera de Argentina | Bandera de Brasil | Bandera de Chile | Bandera de Colombia | Bandera de Ecuador | Bandera de Paraguay | Bandera de Perú | Bandera de Uruguay | Bandera de Venezuela | Total |
| --------- | -------------------- | ----------------- | ---------------- | ------------------- | ------------------ | ------------------- | --------------- | ------------------ | -------------------- | ----- |
| Local     | 0                    | 0                 | 0                | 1                   | 0                  | 3                   | 3               | 3                  | 3                    | 13/27 |
| Visitante | 0                    | 0                 | 1                | 0                   | 0                  | 1                   | 0               | 0                  | 0                    | 2/27  |
| Total     | 0                    | 0                 | 1                | 1                   | 0                  | 4                   | 3               | 3                  | 3                    | 15/54 |

## Partidos

### Primera rueda
| 9 de octubre de 2020, 21:30 (UTC-3) | Brasil                                                                 | 5:0 (2:0) | Bolivia | Neo Química Arena, São Paulo                                                 |                                                                              |
|                                     | Marquinhos 16' · Firmino 30', 49' · Carrasco 66' (a.g.) · Coutinho 73' | Reporte   |         | Asistencia: 0 espectadores Árbitro(s): Leodán González VAR: Esteban Ostojich | Asistencia: 0 espectadores Árbitro(s): Leodán González VAR: Esteban Ostojich |

| 13 de octubre de 2020, 16:00 (UTC-4) | Bolivia     | 1:2 (1:1) | Argentina                       | Estadio Hernando Siles, La Paz                                         |                                                                        |
|                                      | Martins 24' | Reporte   | L. Martínez 45' · J. Correa 79' | Asistencia: 0 espectadores Árbitro(s): Diego Haro VAR: Víctor Carrillo | Asistencia: 0 espectadores Árbitro(s): Diego Haro VAR: Víctor Carrillo |

| 12 de noviembre de 2020, 16:00 (UTC-4) | Bolivia                | 2:3 (1:0) | Ecuador                                       | Estadio Hernando Siles, La Paz                                            |                                                                           |
|                                        | Arce 37' · Martins 60' | Reporte   | B. Caicedo 46' · Mena 55' · Gruezo 88' (pen.) | Asistencia: 0 espectadores Árbitro(s): Wilton Sampaio VAR: Rodolpho Toski | Asistencia: 0 espectadores Árbitro(s): Wilton Sampaio VAR: Rodolpho Toski |

| 17 de noviembre de 2020, 20:00 (UTC-3) | Paraguay                                  | 2:2 (1:2) | Bolivia                    | Estadio Defensores del Chaco, Asunción                                   |                                                                          |
|                                        | Á. Romero 19' (pen.) · Romero Gamarra 72' | Reporte   | Martins 41' · Céspedes 45' | Asistencia: 0 espectadores Árbitro(s): Alexis Herrera VAR: Nicolás Gallo | Asistencia: 0 espectadores Árbitro(s): Alexis Herrera VAR: Nicolás Gallo |

| 3 de junio de 2021, 16:00 (UTC-4) | Bolivia                        | 3:1 (1:1) | Venezuela      | Estadio Hernando Siles, La Paz                                     |                                                                    |
|                                   | Martins 5', 83' · Bejarano 60' | Reporte   | Chancellor 26' | Asistencia: 0 espectadores Árbitro(s): Jhon Ospina VAR: Diego Haro | Asistencia: 0 espectadores Árbitro(s): Jhon Ospina VAR: Diego Haro |

| 8 de junio de 2021, 21:30 (UTC-4) | Chile      | 1:1 (0:0) | Bolivia            | Estadio San Carlos de Apoquindo, Santiago                            |                                                                      |
|                                   | Pulgar 69' | Reporte   | Martins 82' (pen.) | Asistencia: 0 espectadores Árbitro(s): Eber Aquino VAR: Derlis López | Asistencia: 0 espectadores Árbitro(s): Eber Aquino VAR: Derlis López |

| 2 de septiembre de 2021, 16:00 (UTC-4) | Bolivia     | 1:1 (0:0) | Colombia        | Estadio Hernando Siles, La Paz                                                 |                                                                                |
|                                        | Saucedo 83' | Reporte   | R. Martínez 69' | Asistencia: 15 000 espectadores Árbitro(s): Alexis Herrera VAR: Julio Bascuñán | Asistencia: 15 000 espectadores Árbitro(s): Alexis Herrera VAR: Julio Bascuñán |

| 5 de septiembre de 2021, 19:00 (UTC-3) | Uruguay                                                             | 4:2 (2:0) | Bolivia                 | Estadio Campeón del Siglo, Montevideo                                            |                                                                                  |
|                                        | De Arrascaeta 15', 67' (pen.) · Valverde 31' · Álvarez Martínez 47' | Reporte   | Martins 59', 84' (pen.) | Asistencia: 15 000 espectadores Árbitro(s): Eber Aquino VAR: Mario Díaz de Vivar | Asistencia: 15 000 espectadores Árbitro(s): Eber Aquino VAR: Mario Díaz de Vivar |

| 10 de octubre de 2021, 16:00 (UTC-4) | Bolivia     | 1:0 (0:0) | Perú | Estadio Hernando Siles, La Paz                  |                                                 |
|                                      | R. Vaca 82' | Reporte   |      | Árbitro(s): Guillermo Guerrero VAR: Carlos Orbe | Árbitro(s): Guillermo Guerrero VAR: Carlos Orbe |

### Segunda rueda
| 9 de septiembre de 2021, 20:30 (UTC-3) | Argentina           | 3:0 (1:0) | Bolivia | Estadio Monumental, Buenos Aires                                              |                                                                               |
|                                        | Messi 14', 64', 88' | Reporte   |         | Asistencia: 21 100 espectadores Árbitro(s): Kevin Ortega VAR: Víctor Carrillo | Asistencia: 21 100 espectadores Árbitro(s): Kevin Ortega VAR: Víctor Carrillo |

| 7 de octubre de 2021, 19:30 (UTC-5) | Ecuador                         | 3:0 (3:0) | Bolivia | Estadio Monumental, Guayaquil                                                 |                                                                               |
|                                     | Estrada 14' · Valencia 17', 19' | Reporte   |         | Asistencia: 16 000 espectadores Árbitro(s): Wilmar Roldán VAR: Germán Delfino | Asistencia: 16 000 espectadores Árbitro(s): Wilmar Roldán VAR: Germán Delfino |

| 14 de octubre de 2021, 16:00 (UTC-4) | Bolivia                                                     | 4:0 (1:0) | Paraguay | Estadio Hernando Siles, La Paz            |                                           |
|                                      | Ramallo 21' · Villarroel 53' · Ábrego 84' · Fernández 90+4' | Reporte   |          | Árbitro(s): Andrés Matonte VAR: Juan Soto | Árbitro(s): Andrés Matonte VAR: Juan Soto |

| 11 de noviembre de 2021, 21:00 (UTC-5) | Perú                               | 3:0 (3:0) | Bolivia | Estadio Nacional, Lima                       |                                              |
|                                        | Lapadula 9' · Cueva 31' · Peña 39' | Reporte   |         | Árbitro(s): Eber Aquino VAR: Leodán González | Árbitro(s): Eber Aquino VAR: Leodán González |

| 16 de noviembre de 2021, 16:00 (UTC-4) | Bolivia                     | 3:0 (2:0) | Uruguay | Estadio Hernando Siles, La Paz               |                                              |
|                                        | Arce 30', 79' · Martins 45' | Reporte   |         | Árbitro(s): Wilton Sampaio VAR: Wagner Reway | Árbitro(s): Wilton Sampaio VAR: Wagner Reway |

| 28 de enero de 2022, 18:00 (UTC-4) | Venezuela                         | 4:1 (2:1) | Bolivia     | Estadio Agustín Tovar, Barinas                  |                                                 |
|                                    | Rondón 25', 35', 67' · Machís 55' | Reporte   | Miranda 38' | Árbitro(s): Guillermo Guerrero VAR: Carlos Orbe | Árbitro(s): Guillermo Guerrero VAR: Carlos Orbe |

| 1 de febrero de 2022, 16:30 (UTC-4) | Bolivia                   | 2:3 (1:1)                     | Chile                        | Estadio Hernando Siles, La Paz                 |                                                |
| | Enoumba 37' · Martins 88' | FIFA Reporte Conmebol Reporte | Sánchez 14', 85' · Núñez 77' | Árbitro(s): Alexis Herrera VAR: Germán Delfino | Árbitro(s): Alexis Herrera VAR: Germán Delfino |
| El partido originalmente estaba programado a las 16:00 (UTC-4), pero se retrasó a las 16:30 por la constante lluvia que afectó la cancha del estadio Hernando Siles. |                           |                               |                              |                                                |                                                |

| 24 de marzo de 2022, 18:30 (UTC-5) | Colombia                         | 3:0 (1:0) | Bolivia | Estadio Metropolitano, Barranquilla           |                                               |
|                                    | Díaz 39' · Borja 72' · Uribe 90' | Reporte   |         | Árbitro(s): Facundo Tello VAR: Germán Delfino | Árbitro(s): Facundo Tello VAR: Germán Delfino |

| 29 de marzo de 2022, 19:30 (UTC-4) | Bolivia | 0:4 (0:2) | Brasil                                                           | Estadio Hernando Siles, La Paz               |                                              |
|                                    |         | Reporte   | Lucas Paquetá 24' · Richarlison 45', 90+1' · Bruno Guimarães 66' | Árbitro(s): Eber Aquino VAR: Leodán González | Árbitro(s): Eber Aquino VAR: Leodán González |

## Estadísticas

### Generales
| 15 | 18 | 4 | 3 | 11 | 23 | 42 | -19 |

| 13 | 9 | 4 | 1 | 4 | 17 | 14 | +3 |

| 2 | 9 | 0 | 2 | 7 | 6 | 28 | -22 |

### Goleadores
| Jugador           | Club              | Goles anotados |
| ----------------- | ----------------- | -------------- |
| Marcelo Martins   | Cruzeiro          | 10             |
| Juan Carlos Arce  | Always Ready      | 3              |
| Ramiro Vaca       | K Beerschot VA    | 1              |
| Rodrigo Ramallo   | Always Ready      | 1              |
| Moisés Villarroel | Jorge Wilstermann | 1              |
| Víctor Ábrego     | Bolívar           | 1              |
| Roberto Fernández | Bolívar           | 1              |
| Boris Céspedes    | Servette          | 1              |
| Diego Bejarano    | Bolívar           | 1              |
| Fernando Saucedo  | Always Ready      | 1              |
| Bruno Miranda     | Bolívar           | 1              |
| Marc Enoumba      | Always Ready      | 1              |